# تيد مورغان (ملاكم)
تيد مورغان (بالإنجليزية: Ted Morgan) كان ملاكم محترف نيوزلندي. سبق أن شارك في دورة الألعاب الأولمبية الصيفية سنة 1928 وحقق الميدالية الذهبية فيها. خاض خلال مسيرته 28 نزالا، فاز في 26.

## الميداليات
| الميدالية | المسابقة                       |
| --------- | ------------------------------ |
| ذهبية     | الألعاب الأولمبية الصيفية 1928 |

## روابط خارجية
- تيد مورغان على موقع بوكس ريك (الإنجليزية) (registration required)
- تيد مورغان على موقع أوليمبيديا (الإنجليزية)
- تيد مورغان على موقع اللجنة الأولمبية النيوزيلندية (الإنجليزية)
- تيد مورغان على موقع قاعة نيوزيلندا للمشاهير الرياضية (الإنجليزية)